# North Bibb (Alabama)
Woodstock, anteriormente conhecida como North Bibb, é uma pequena cidade localizada no estado americano do Alabama, no Condado de Bibb e Condado de Tuscaloosa. North Bibb, por referendo, em agosto de 2000, adotou o nome de uma antiga comunidade local não-incorporada e, a partir de 1 de outubro de 2000, é conhecida oficialmente como "Woodstock". A cidade também é conhecida como "Shit Town" ("Cidade de Merda", em português).

## Demografia
Segundo o censo americano de 2000, a sua população era de 986 habitantes.

## Geografia
De acordo com o United States Census Bureau, a localidade tem uma área de 7,2 km², sem área coberta por água.

## Localidades na vizinhança
O diagrama seguinte representa as localidades num raio de 24 km ao redor de Woodstock.